# Бигга
Бигга (англ. Bigga) — небольшой необитаемый остров в архипелаге Шетландских островов.

## География

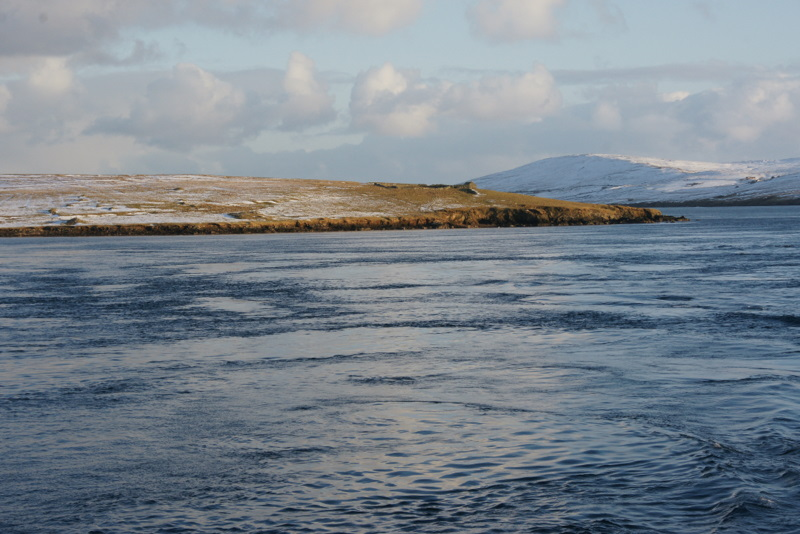
Остров Бигга в проливе Йелл-Саунд.

Расположен в центральной части пролива Йелл-Саунд, разделяющего крупные обитаемые острова Йелл и Мейнленд. Вблизи острова Бигга в проливе Йелл-Саунд небольшие необитаемые острова: Литтл-Ро на западе, Остров Бразер на северо-западе, Юнари на севере, Сэмфри на юго-востоке.
Площадь острова — 0,78 квадратных километра. Наивысшая точка — 34 метра над уровнем моря.